# A Woman's Treachery
A Woman's Treachery è un cortometraggio muto del 1910 diretto da Theo Frenkel. È conosciuto anche con il titolo A Treacherous Woman.

## Trama
Innamorato di una cameriera ladra che ha rubato una preziosa collana, un uomo si assume lui la colpa del furto. Ma quando la ragazza sposa un altro, lui la denuncia.

## Produzione
Il film fu prodotto dalla Hepworth.

## Distribuzione
Distribuito dalla Hepworth, il film - un cortometraggio di 183 metri - uscì nelle sale cinematografiche britanniche nel gennaio 1910.
Si conoscono pochi dati del film che, prodotto dalla Hepworth, fu distrutto nel 1924 dallo stesso produttore, Cecil M. Hepworth. Fallito, in gravissime difficoltà finanziarie, il produttore pensò in questo modo di poter almeno recuperare il nitrato d'argento della pellicola.